# Йохан Кристоф фон Алтхан
Йохан Кристоф фон Алтхан (на немски: Johann Christoph Graf von Althann; * 1633; † 8 декември 1706) е граф от австрийския благороднически род фон Алтхан.

## Произход
Той е малкият син граф Квинтин Лео фон Алтхан (1577 – 1634) и третата му съпруга Анна Катарина Щройн фон Шварценау († 1656). Брат е на Франц Райхард фон Алтхан (1619 – 1670), Якоб фон Алтхан († 1659) и на Квинтина Рената фон Алтхан (1630 -1670), омъжена 1650 г. за граф Йохан Вилхелм фон Татенбах. Полусестра му Максимилиана Анна фон Алтхан (1601 – 1665) се омъжва за фрайхер Карл Евзебиус фон Херберщайн († 1663). Другата му полусестра Якобеа Ева фон Алтхан († 1641) се омъжва 1629 г. за граф Йохан Евстах фон Алтхан († 1652). Внук е на фрайхер Кристоф фон Алтхан († 1589), съветник на император Максимилиан II в Долна Австрия (1565), дворцов съветник, частен съветник на император Рудолф II (1574) и е издигнат през 1574 г. на фрайхер.
Баща му Квинтин Лео фон Алтхан е издигнат на граф на 18 юни 1610 г.

## Фамилия
Първи брак: през 1655 г. с Анна Франциска фон Лайминг (1638 – 1667). Те имат четири деца:
- Анна Якобея фон Алтхан
- Регина Елизабет Сузана фон Алтхан (1657 – 1678)
- Квинтин Ернст Еразмус фон Алтхан (пр. 1664 – 1686, в битка в Офен)
- Гундакар Лудвиг Йозеф фон Алтхан (* 15 май 1665, Цвентендорф а.д. Донау, Долна Австрия; † 28 декември 1747, Виена), генерал, дипломат, женен I. 1706 г. за графиня Мария Елизабет Вратислав фон Митровиц (* 1677; † 3 декември 1732), II. на 14 август 1735 г. за графиня Анна Мария Вилхелмина фон Алтхан (* 7 септември 1703, Прага; † 6 декември 1754, Виена)

Втори брак: през 1669 г. с фрайин Анна Терезия фон Ламберг (1649 – 1684), дъщеря на фрайхер Йохан Франц фон Ламберг (1618 – 1666) и Мария Констанция фон Квестенберг (1624 – 1687). Те имат девет деца:
- Леополд фон Алтхан (1671 – 1671)
- Мария Анна фон Алтхан (1672 – 1698)
- Елизабет фон Алтхан (1673 – 1673)
- Мария Йозефа фон Алтхан (1674 – 1675)
- Мария Максимилиана фон Алтхан (1675 – 1751), омъжена I. за граф Кристоф Юлиус Еренрайх фон Абеншперг и Траун (* 6 март 1679; † 1704), II. 1708 г. за граф Карл Фиделис Дезидериус фон Кьонигсег-Ротенфелс (* 23 май 1675; † 17 януари 1731)
- Мария Лудовика фон Алтхан († ок. 1677)
- Мария Розалия фон Алтхан († 1704)
- Франц Албрехт Хайнрих фон Алтхан (1682 – 1682)
- Мария Каролина Йозефа фон Алтхан († 1734), омъжена 1708 г. във Виена за граф Хайнрих Ревентлов (* 1678; † 13 януари 1732, Шмьолерхоф, Кил)

Трети брак: през 1686 г. с графиня Мария Юлиана фон Радмансдорф (1665 – 1691). Те имат четири деца:
- Йохан Баптист фон Алтхан (1689 – 1691)
- Мария Юлиана фон Алтхан (1689 – 1762)
- Изабела Мария Анна Антония фон Алтхан (* 22 януари 1690; † 5 октомври 1720), омъжена 1712 г. за граф Йохан Йозеф фон Бройнер (* 12 януари 1687/2 януари 1688; † 2 януари 1762)
- Йохан Антон фон Алтхан (1691 – 1691)

Четвърти брак: на 14 май 1692 г. с графиня Агнес Каролина Хедвиг Шафгоч, Земперфрай фон и цу Кинаст и Грайфенщайн (* 3 ноември 1660; † 29 май 1737), дъщеря на граф Кристоф Леополд Готхард Шафгоч, Земперфрай фон и цу Кинаст и Грайфенщайн (1623 – 1703) и фрайин Агнес фон Ракниц (1634 – 1693). Бракът е бездетен.